# Sematophyllum incrassetum
Sematophyllum incrassetum är en bladmossart som beskrevs av Edwin Bunting Bartram 1936. Sematophyllum incrassetum ingår i släktet Sematophyllum och familjen Sematophyllaceae. Inga underarter finns listade i Catalogue of Life.